# 산이수동항
산이수동항(山伊水洞港)은 제주특별자치도 서귀포시 대정읍 상모1리에 위치한 어항이다. 2005년 3월 21일 어촌정주어항으로 지정되었다. 관리청은 서귀포시, 시설관리자는 서귀포시장이다.

송악산(松岳山)인근에 있어 송악산항이라고도 불리며 여기서 (주)마라도 가는 여객선에서 마라도를 가는 배를 운영한다. 운진항(모슬포 남항)발 노선과는 선사가 다르다.

## 어항 연혁
예전에 조수동(鳥水浦)으로 불러오다가 지금으로부터 약 370여년 전부터 산동산 밑으로 물이 솟아나오는 마을이란 뜻에서 산이물이란 지명과 함께 산이수동(山伊水洞)이라고도 불리고 있다. 2005년 3월 21일 기본계획을 수립하고, 2009년 6월 10일 정비계획을 수립, 고시하였다.

## 어항 구역
- 수역: 어항 북측 육지에서 E방향으로 80m(90°00')지점과 이 점에서 S방향으로 230m(180°00')지점, 이 점에서 W방향으로 245m(270°00')지점의 육지를 연결한 선을 따라 형성된 국·공유지
- 어항구역면적 : 47,145m2